# Heterocladiaceae
Heterocladiaceae är en familj av bladmossor som beskrevs av Mikhail Stanislavovich Ignatov och Ignatova. Heterocladiaceae ingår i ordningen Hypnales, klassen egentliga bladmossor, divisionen bladmossor, och riket växter.
Familjen innehåller bara släktet Heterocladium.